# Shang Yang
Shang Yang (kinesiska: 商鞅?, pinyin: Shāng Yāng), född 390 f.Kr., död 338 f.Kr., var en kinesisk filosof och statsman, aktiv i staten Qin, och en central tänkare inom legalismen. I sitt mest kända verk, Shang Jun Shu (Herren Shangs Bok), sammanfattar han sin filosofi, och de reformer han genomförde eller strävade efter att genomföra i det kejserliga Kina. Shang Yang förespråkade en absolut kejsarmakt, ett meritokratiskt urval av makthavare och hårda, men konsekventa, lagar och straff.

## Filosofi och politik
Shang Yangs filosofi och politiska gärning anses allmänt ha varit centrala för Qindynastins framgångsrika enande av Kina.
Han menade bland annat att lojalitet mot staten bör gå före lojalitet mot familjen, och genomförde politiska reformer för att bryta upp större klaner till förmån för kärnfamiljebildningar. Hans strikta legalistiska principer förde bland annat fram till en lag som fastställde samma straff för den som kände till ett brott utan att anmäla det till statsmakten som för den faktiske brottslingen.
Shang Yang uppmuntrade även invandring från andra kinesiska stater för att sköta jordbruket, så att en större andel av den manliga befolkningen i Qin skulle bli tillgänglig för krigstjänst. Han berövade också adelsmän som inte aktivt utförde krigstjänst deras privilegier, och införde ett system där soldater tilldelades olika mängd jord beroende på deras militära framgång. Han reformerade även armén, och införde ett tjugogradigt rangsystem.
En annan kinesisk legalist, Han Feizi, tillskriver Shang Yang två viktiga teorier; 
''Ding Fa'' (定法; ordna normerna) 
''Yi Min'' (一民; behandla folket som enat)

## Shang Yangs död
Shang Yang var omåttligt impopulär bland aristokratin under Qindynastin, och avrättades nästan omedelbart efter att Xiao av Qin avlidit 338. En tradition hävdar att han försökte söka skydd på ett värdshus, men vägrades tillträde eftersom han saknade korrekta identifikationshandlingar, och att tillåta gäster utan sådana var förbjudet för värdshusvärdar enligt en lag Shang Yang själv infört. Han greps och avrättades genom att slitas i stycken av hästar, och hela hans familj avrättades.